# Pedro Astray López
Pedro Astray López, známý i jako Pedro Astray (* 18. března 1992, Vitoria-Gasteiz), je španělský fotbalový záložník, od července 2016 působící v klubu FK Senica.

## Klubová kariéra
Svoji fotbalou kariéru začal v mužstvu Las Rozas FC, odkud v průběhu mládeže zamířil nejprve do Realu Madrid a poté do Atlética Madrid. V roce 2011 se propracoval do seniorské kategorie Atlética, kde hrál za C-tým. Před sezonou 2013/14 zamířil do klubu CU Collado Villalba, odkud po čtvrt roce odešel do mužstva Getafe CF, kde nastupoval za rezervu. Připsal si rovněž starty za "áčko".

### FK Senica
Před ročníkem 2015/16 odešel do zahraničí, kde se domluvil na smlouvě se slovenským týmem FK Senica.

#### Sezóna 2016/17
V dresu Senice debutoval 17. července 2016 v ligovém utkání 1. kola proti ŠK Slovan Bratislava (prohra 0:1), když v 67. minutě vystřídal Jozefa Dolnýho.